# Ониани, Тенгиз Несторович
Тенгиз Несторович Ониани (груз. თენგიზ ნესტორის ძე ონიანი, 25 июня 1928 года, Сасаши, Лентехский район ЗСФСР — 2012) — советский и грузинский врач и физиолог.

## Биография
Родился 25 июня 1928 года в Сасаши. В 1949 году поступил в ТбилГУ, который он окончил в 1954 году, после чего продолжил работать там. В 1958 году перешёл в Институт физиологии АН Грузинской ССР. В 1970 году был избран директором этого института. В 1980 году был избран академиком-секретарём Отделения физиологии и медицины АН Грузинской ССР.
Скончался в 2012 году.

## Научные работы
Основные научные работы посвящены физиологии головного мозга.
Изучал физиологические особенности нервно-мышечного аппарата безпозвоночных и позвоночных животных.

## Членство в обществах
- С 1979 — академик АН Грузинской ССР, позднее НАН Грузии[1].